# Zwartbuikpijlstormvogel
De zwartbuikpijlstormvogel (Puffinus opisthomelas) is een vogel uit de familie van de stormvogels en pijlstormvogels (Procellariidae). Het is een voor uitsterven gevoelige, endemische zeevogelsoort die broedt op eilandjes in de Grote Oceaan voor de westkust van Mexico.

## Kenmerken
De vogel is 30 tot 38 cm lang en heeft een spanwijdte van 76 tot 89 cm. Kenmerkend voor deze pijlstormvogel zijn de geleidelijke overgangen tussen donkere en lichte delen in het verenkleed. De vogel is van boven egaal donker grijsbruin, kort na de rui donkerder en als het verenkleed sleets wordt, meer bruin. De ondervleugeldekveren hebben brede donkere banden die geleidelijke naar het midden van de vleugel lichter kleuren tot een vuilwitte band over de ondervleugel. De kop, hals en borst zijn merendeels donker gekleurd.

## Verspreiding en leefgebied
Deze zeevogel broedt op zes kleine eilanden in de Grote Oceaan voor de kust van Mexico waaronder Isla Guadalupe en Isla Natividad. De vogels komen 's nachts aan land om predatie door Californische meeuwen (Larus occidentalis) te voorkomen. De nesten worden gemaakt in holen in het zand of tussen rotsspleten.

## Status
De zwartbuikpijlstormvogel heeft een beperkt broedgebied en daardoor is de kans op uitsterven aanwezig. De grootte van de populatie is in 2021 geschat op 200-300 duizend volwassen vogels. Dit aantal neemt echter in snel tempo af. De grootste bedreiging vormen verwilderde huiskatten en de uitbreiding van menselijke nederzettingen vooral op Isla Natividad. Om deze redenen staat deze soort als gevoelig op de Rode Lijst van de IUCN.